# Grosser Preis des Kantons Aargau 2017
Der 54. Grosse Preis des Kantons Aargau 2017 war ein schweizerisches Strassenradrennen im Kanton Aargau. Das Eintagesrennen startete und endete in Gippingen und hatte eine Länge von 188,7 km. Es fand am Donnerstag, dem 8. Juni 2017, statt. Zudem gehörte das Radrennen zur UCI Europe Tour 2017 und war dort in der Kategorie 1.HC eingestuft.
Sieger des Rennens wurde im Sprint eines gut 60-köpfigen Hauptfeldes auf ansteigender Zielgeraden Sacha Modolo aus Italien von Bahrain-Merida vor John Degenkolb.

## Teilnehmende Mannschaften
| WorldTeams (10)- Astana - Dimension Data - Trek-Segafredo - BMC Racing Team - UAE Team Emirates - Orica-Scott - Katusha-Alpecin - Bora-Hansgrohe - Bahrain-Merida - AG2R La Mondiale Professional Continental Teams (5)- Sport Vlaanderen-Baloise - Wanty-Groupe Gobert - Androni Giocattoli - Gazprom-RusVelo - Nippo-Vini Fantini Continental Teams (2)- Roth-Akros - Vorarlberg Nationalmannschaft- Schweiz |
| |

## Rennergebnis
| \| Gesamtwertung \| Gesamtwertung \| Gesamtwertung \| Gesamtwertung \| Gesamtwertung \| \| Fahrer \| Fahrer \| Land \| Team \| Zeit \| \| ------------- \| --------------------------- \| ------------- \| ------------------ \| --------------- \| \| 1. \| Sacha Modolo \| Italien \| UAE Team Emirates \| 4 h 26 min 22 s \| \| 2. \| John Degenkolb \| Deutschland \| Trek-Segafredo \| + 0 s \| \| 3. \| Niccolò Bonifazio \| Italien \| Bahrain-Merida \| + 0 s \| \| 4. \| Michael Albasini \| Schweiz \| Orica-Scott \| + 0 s \| \| 5. \| Reinardt Janse van Rensburg \| Südafrika \| Dimension Data \| + 0 s \| \| 6. \| Baptiste Planckaert \| Belgien \| Katusha-Alpecin \| + 0 s \| \| 7. \| Marco Canola \| Italien \| Nippo-Vini Fantini \| + 0 s \| \| 8. \| Pierpaolo De Negri \| Italien \| Nippo-Vini Fantini \| + 0 s \| \| 9. \| Oscar Gatto \| Italien \| Astana \| + 0 s \| \| 10. \| Sam Bennett \| Irland \| Bora-Hansgrohe \| + 0 s \| |                             |             |                    |                 |
| |                             |             |                    |                 |
| Quelle: ProCyclingStats |                             |             |                    |                 |
| Gesamtwertung |                             |             |                    |                 |
| Fahrer | Fahrer                      | Land        | Team               | Zeit            |
| 1. | Sacha Modolo                | Italien     | UAE Team Emirates  | 4 h 26 min 22 s |
| 2. | John Degenkolb              | Deutschland | Trek-Segafredo     | + 0 s           |
| 3. | Niccolò Bonifazio           | Italien     | Bahrain-Merida     | + 0 s           |
| 4. | Michael Albasini            | Schweiz     | Orica-Scott        | + 0 s           |
| 5. | Reinardt Janse van Rensburg | Südafrika   | Dimension Data     | + 0 s           |
| 6. | Baptiste Planckaert         | Belgien     | Katusha-Alpecin    | + 0 s           |
| 7. | Marco Canola                | Italien     | Nippo-Vini Fantini | + 0 s           |
| 8. | Pierpaolo De Negri          | Italien     | Nippo-Vini Fantini | + 0 s           |
| 9. | Oscar Gatto                 | Italien     | Astana             | + 0 s           |
| 10. | Sam Bennett                 | Irland      | Bora-Hansgrohe     | + 0 s           |